# Erik Kuse
Erik Kuse, död 8 november 1520, tillhörde lågfrälseätten Kuse och var en svensk slottsfogde.
Erik Kuse var troligen son till väpnaren Karl Klemetsson som skrev sig till Almby i Jäders socken, dit även Erik Kuse skrev sig åtminstone från 1507. Han omtalas första gången 1504 och var då häradshövding i Österrekarne härad, en post han innehade ännu 1516. 1508 och 1509 var han häradsdomhavare i Västerrekarne härad och åtminstone 1511–1516 häradshövding i Åkerbo härad, Västmanland. Erik Kuse befanns sig 1505 bland trupperna lojala med svenske riksföreståndaren som belägrade Kalmar och sägs då vara Svante Nilsson (Sture)s svenner. Då riksföreståndaren 1507 begav sig till Kalmar stannade Erik Kuse kvar i Stockholm. Ett brev från Erik Kuse till Svante Nilsson från 1511 finns bevarat, där han berättar om ett upplopp i Nyköping som fick honom att avsäga sig häradshövdingeämbetet i Rekarne men sedan återtagit det sedan allmogen förklarat sig ge honom sitt stöd. Han berättade i samma brev att han vid marknaderna i Eskilstuna 24 juni och i Strängnäs 28 juni bjudit allmogen på öl och genom detta vunnit dem över på sturesidan. Han följde 1513 Sten Sture den yngre under dennes resa i Dalarna och deltog 1515 vid herremötet i Vadstena. 1516 närvarade han i Uppsala vid Sten Stures första möte med den nya ärkebiskopen Gustav Trolle. Senare samma år rekommenderades han av Peder Jakobsson till posten som hövitsman på Västerås slott, men Sten Sture följde inte detta råd. Erik Kuse deltog 1518 i fredsförhandlingarna med Kristian II:s ombud på Riddarholmen och sägs då vara lagman i Södermanland, troligen tillförordnad sådan. 1519–1520 var han fogde på Stockholms slott och deltog i underhandlingarna om slottets kapitulation. Han avrättades kort därefter i Stockholms blodbad.